# Bastione Rimembranza
Il bastione Rimembranza (già baluardo di San Francesco) è uno dei sei bastioni che compongono la cinta muraria della città di Grosseto.
Il bastione è situato al vertice settentrionale delle mura di Grosseto, non lontano dall'area di Porta Nuova, nel tratto della cinta muraria che collegava la porta oramai scomparsa all'imponente complesso del bastione Fortezza.

## Storia
Il bastione fu edificato nella seconda metà del XVI secolo, in prossimità del convento di San Francesco, durante la ricostruzione delle mura operata dai Medici su progetto di Baldassarre Lanci, e i lavori, diretti da Simone Genga, furono eseguiti tra 1576 e il 1577. Il bastione prese il nome di baluardo di San Francesco e tale denominazione rimase in uso per tutta l'epoca medicea. Per favorire l'accesso al bastione, nel 1580 fu demolita una parte del convento francescano e realizzata la strada di circonvallazione interna nota successivamente come strada del Giuoco del Cacio.
Nel XVIII secolo il bastione era giù utilizzato per il pascolo e nel 1783 fu alienato dall'Ufficio dei fossi a Gaspero Valeri, facoltoso cittadino grossetano che ricoprirà anche la carica di gonfaloniere. Qui era documentata la presenza di una polveriera, o magazzino della polvere, poi dismessa nel secolo successivo e smantellata insieme alle garitte in seguito alla progressiva smilitarizzazione delle mura avviata sotto i Lorena nel 1833. Le mura vennero trasformate in parco pubblico e nel 1884 venne qui posizionato un busto in onore di Giuseppe Garibaldi, scolpito da Tito Sarrocchi, che conferì nuova denominazione al bastione, prendendo il nome di bastione Garibaldi.
Nel 1924 il Comune di Grosseto deliberò che il bastione fosse adibito a parco in memoria dei caduti della prima guerra mondiale: tutti gli alberi presenti fatti piantare dai Lorena furono abbattuti e sostituiti con un boschetto di lecci, cipressi e pini disposti in otto aiuole convergenti verso il centro del bastione, con ogni albero recante il nome di un caduto grossetano. Il parco della Rimembranza venne ufficialmente inaugurato da Galeazzo Ciano il 6 novembre 1927. Nel maggio del 1930 il monumento a Garibaldi qui situato fu trasferito su un altro bastione e al suo posto venne posizionato il Monumento ai caduti, che si trovava precedentemente in piazza Umberto I. Da questo momento il bastione prenderà ufficialmente il nome di bastione Rimembranza.
Sul lato meridionale del bastione e lungo il camminamento che conduce al bastione Fortezza venne realizzata nei primi anni 1960 una "passeggiata archeologica", su iniziativa di Aldo Mazzolai, direttore del Museo civico archeologico di Grosseto, con la collocazione di vari reperti tra cui un'urnetta cineraria etrusca in travertino, parte di una copertura a tetto etrusca, due sarcofagi romani e due vasche in marmo bianco con maniglie scolpite del II secolo d.C.. Nella notte del 1º maggio 2015 una di queste vasche fu gravemente danneggiata da ignoti e iniziò a farsi largo il dibattito circa il trasferimento dei reperti per garantire maggiori controlli. Tutti i manufatti vennero così ricollocati nel vicino "giardino dell'archeologia" ricavato dalla demolizione di un'ala del vecchio ospedale Misericordia e inaugurato il 26 febbraio 2018.

## Descrizione
Per accedere al baluardo provenendo dal bastione Garibaldi, è necessario scendere dalle mura, attraversare a raso corso Carducci nell'area di Porta Nuova (unica breve soluzione di continuità dell'intera cerchia muraria) e risalire al bastione attraverso piazza del Popolo.
Il baluardo ospita il cosiddetto "parco della Rimembranza" dove si trova il monumento ai caduti, realizzato nella prima metà del XX secolo.
Alcune gallerie del bastione hanno ospitato dal 1993 al 2016 l'acquario comunale di Grosseto. Inaugurato il 19 maggio 1993 e gestito dal Club Subacqueo Grossetano, l'acquario possedeva numerosi esemplari di fauna proveniente dal mar Tirreno, soprattutto dal mare prospiciente la costa grossetana. Nell'acquario si potevano osservare pesci e invertebrati raccolti in vasche, ma anche esemplari conservati in formalina, oltre che collezioni di conchiglie e di sabbie da tutto il mondo. È stato smantellato nel 2016.

## Galleria d'immagini

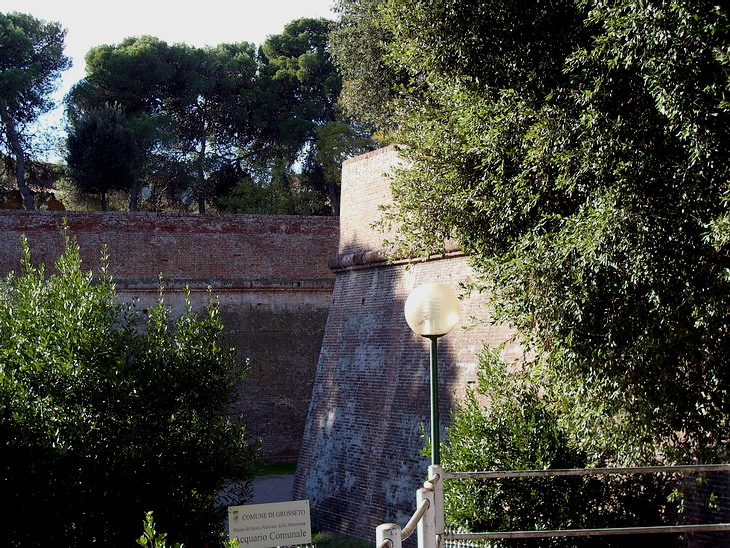
L'esterno del bastione
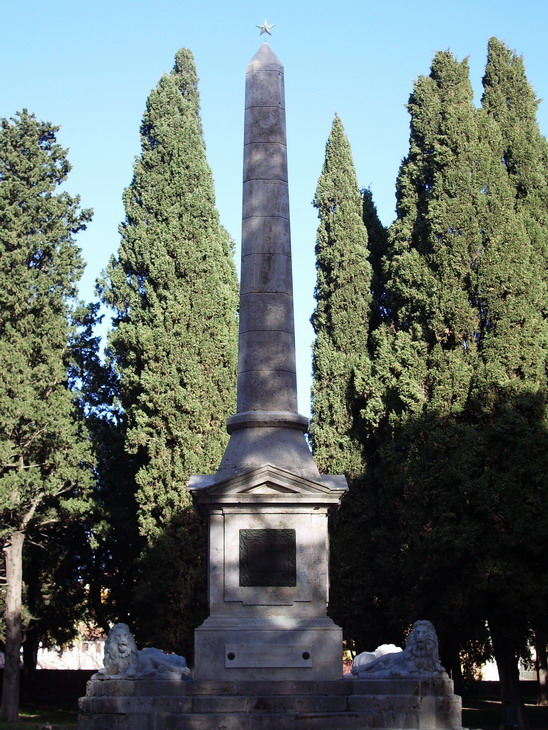
Il monumento ai caduti
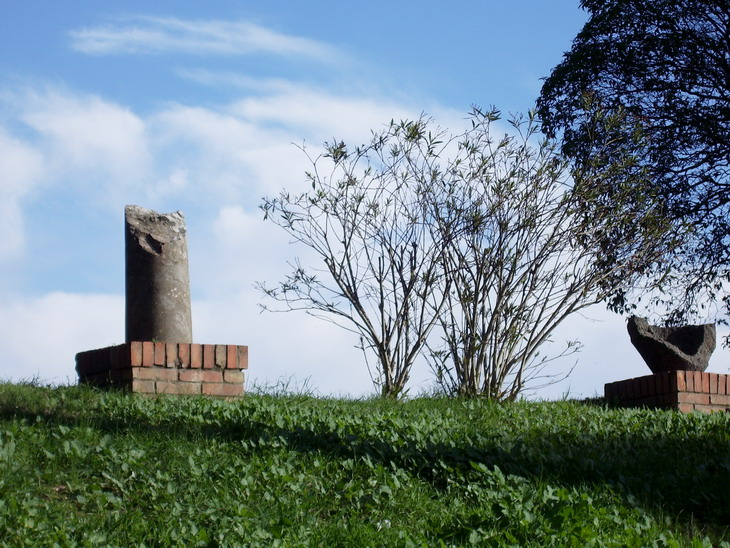
Particolare della passeggiata archeologica (2007)
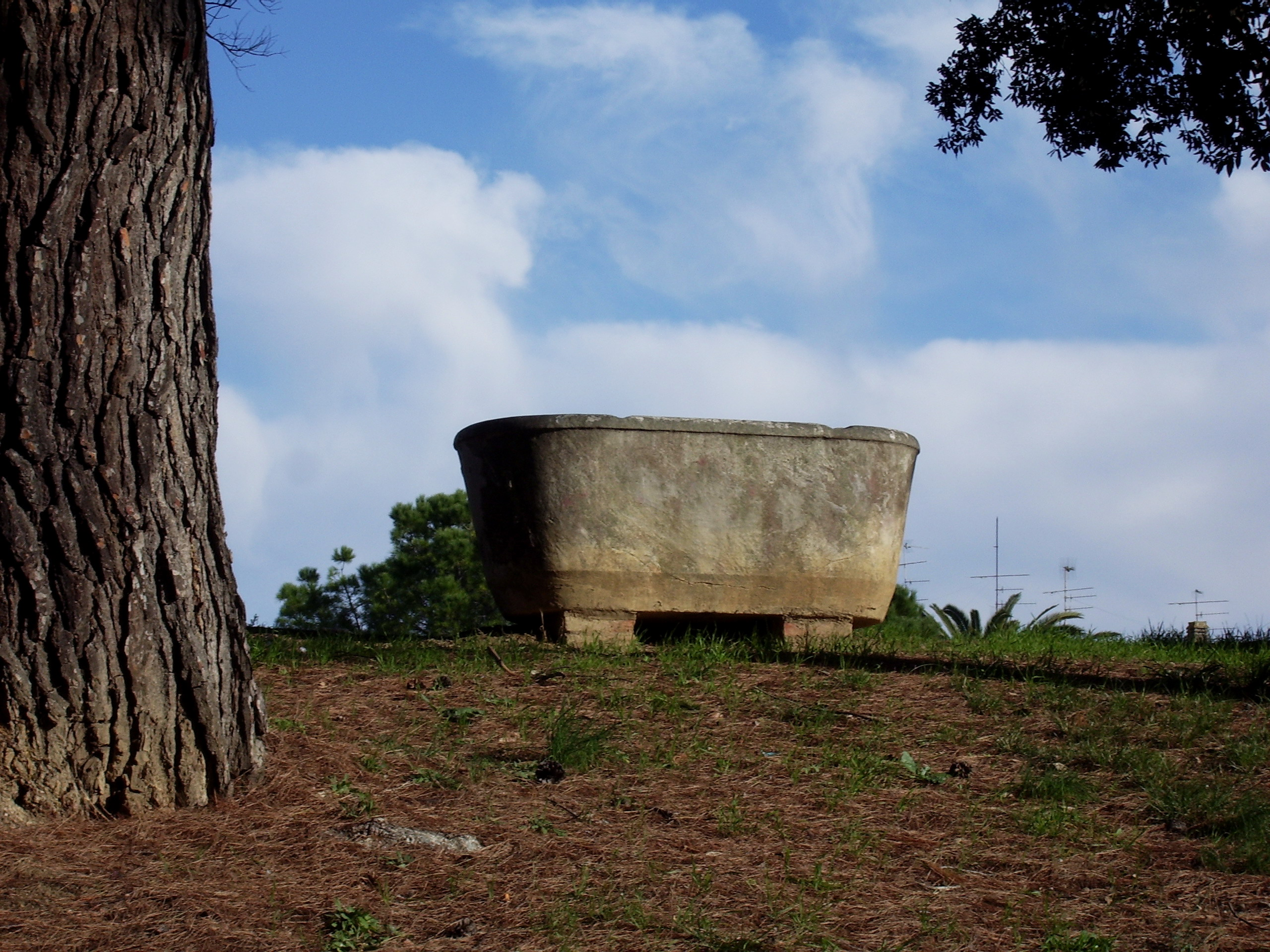
Particolare della passeggiata archeologica (2007)
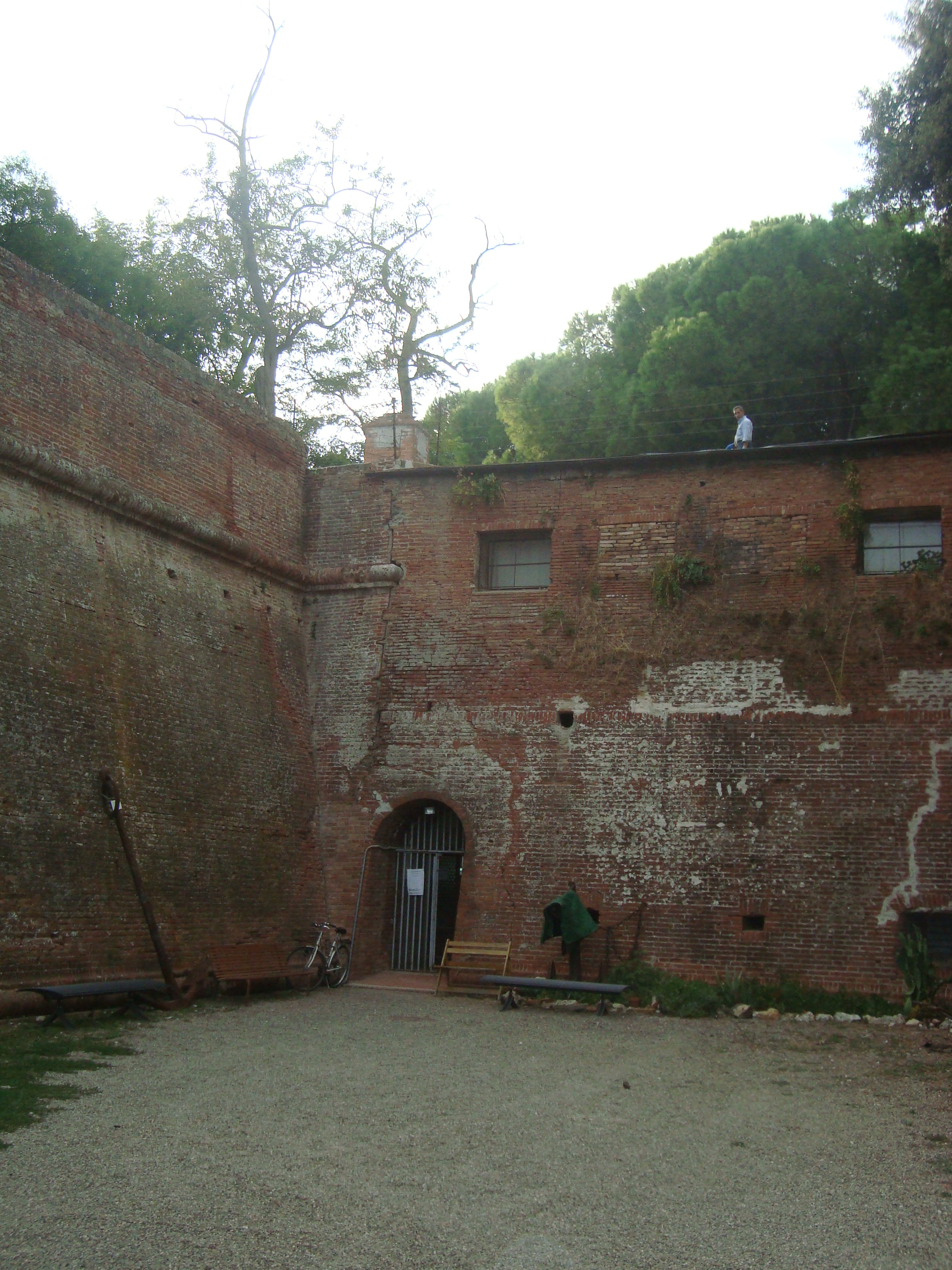
L'ingresso dell'ex acquario comunale